# ديلان إينسورث
ديلان إينسورث هو لاعب كرة قدم كندية كندي، ولد في 19 نوفمبر 1992 في ديلتا في كندا.